# На'Тот
На'Тот (на английски: Na'Toth) е измислена героиня от научнофантастичния сериал Вавилон 5. Тя е дипломатическо аташе на посланик Джи Кар през първите два сезона на продукцията. На'Тот е дъщеря на съветник от управляващото тяло на Режима на Нарн, наречено „Ка Ри“. Тя е верен приятел и колега на посланика, помагайки му в редица заплетени ситуации. В края на втория сезон На'Тот се връща на Нарн, за да бъде със семейството си по време на бомбардировките от страна на Сентарите и повече не се завръща на станцията.